# Гиппиус, Карл Карлович
Карл Ка́рлович Ги́ппиус (29 января 1864, Санкт-Петербург — 23 июня 1941, Москва) — московский архитектор, мастер эклектики и модерна.
Известен как семейный архитектор московских купцов Бахрушиных, строитель чайного магазина Перловых на Мясницкой. Аквариумист-любитель, один из организаторов, а в советское время — главный архитектор Московского зоопарка.

## Биография
Родился в семье профессора химии в Санкт-Петербурге. В 1882—1889 обучался в Московском училище живописи, ваяния и зодчества, окончив его с Большой серебряной медалью и классным званием художника-архитектора. Работал на фирму Р. И. Клейна. В 1896—1917 занимал посты штатного участкового архитектора при Московской городской управе. Член Московского архитектурного общества 1896 года.
С самого начала карьеры вошёл в круг подрядчиков московских династий купцов Бахрушиных и Перловых. Первая и наиболее известная работа Гиппиуса — проект «китайских» фасада и отделки чайного магазина В. Н. и С. В. Перловых (Мясницкая улица, 19) выполнена ещё под руководством Клейна в 1895—1896. В те же годы, Гиппиус самостоятельно спроектировал и построил псевдоготический особняк А. А. Бахрушина на Зацепском валу, 12 (ныне Государственный центральный театральный музей им. А. А. Бахрушина), за которыми последовали сиротский приют имени Бахрушиных в Рижском переулке, проект дома бесплатных квартир имени Бахрушиных на Софийской набережной, 26, доходные дома Бахрушиных в Козицком переулке, 2 и на Тверской, 12, дом А. С. Бахрушиной на Воронцовом поле, 6 и т. д.

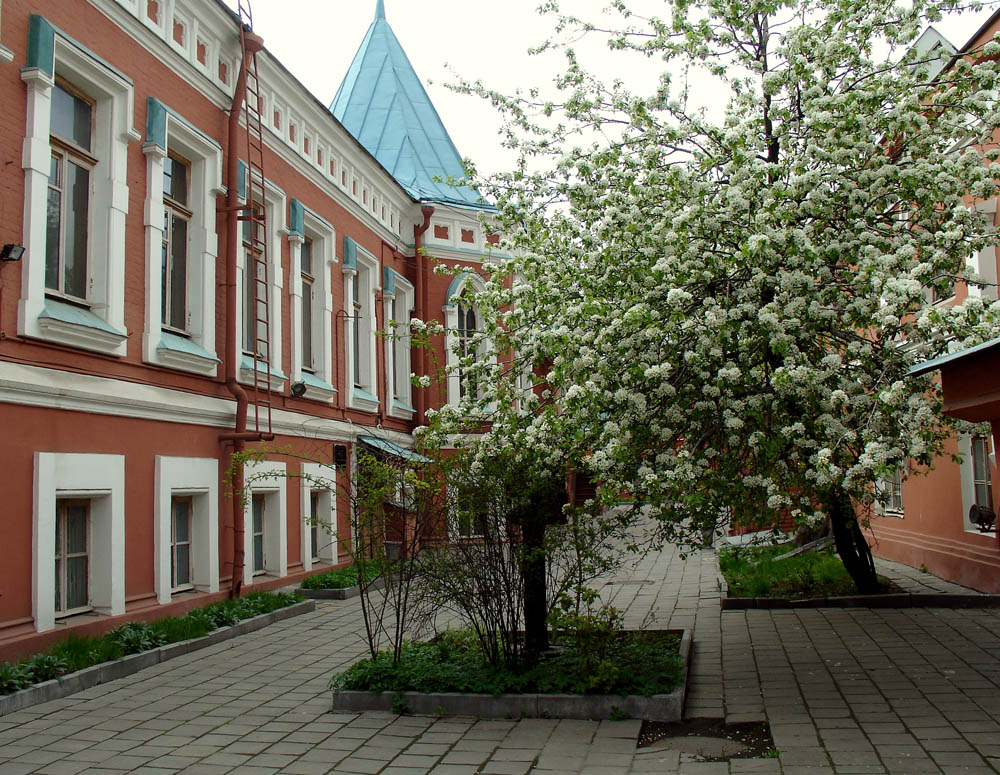
Дом Бахрушина (Театральный музей)
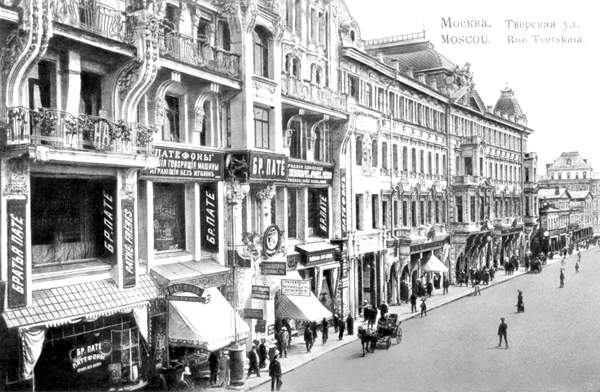
Тверская, 12 (слева)
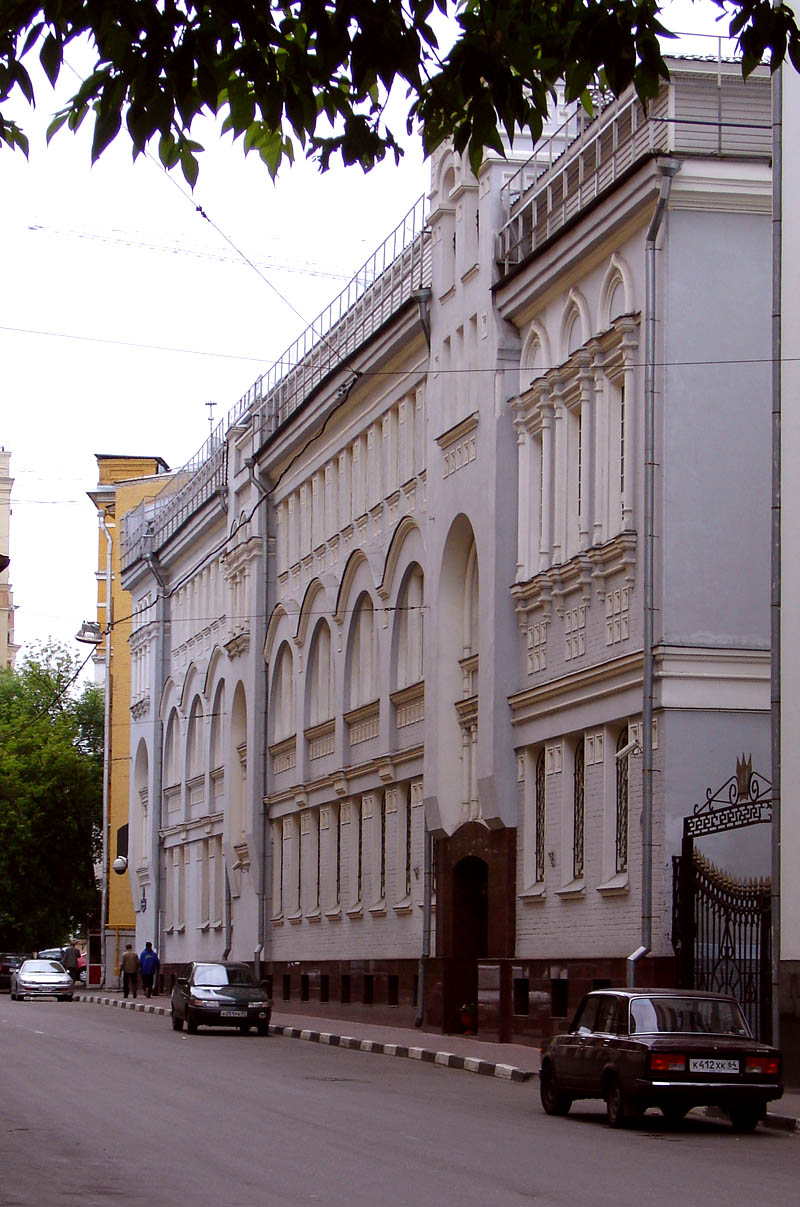
Пятницкое попечительство о бедных, Москва, 1904—1907

С 1898 строит в стиле франко-бельгийского модерна — особняк Казакова (партнёр Перловых) в Староконюшенном переулке, 23, чаеразвесочная фабрика Перловых и Казакова на Каланчёвской, 17 и т. п. Гиппиус — мастер традиционных для бельгийского модерна растительных орнаментов; вероятно, в творчестве ему помогал опыт натуралиста-любителя. Один из самых известных аквариумистов-любителей Москвы, многолетний член правления Московского общества любителей аквариума и комнатных растений и редактор журнала «Аквариум и комнатные растения», Гиппиус поддерживал Московский зоопарк, а в 1910 устроил в собственном доме большой публичный аквариум, дополнявший экспозицию зоопарка. Также был известен как мастер-фотограф, с 1910 года — председатель Московского фотографического общества.
Благодаря сотрудничеству с Зоопарком, после революции Гиппиус стал его штатным архитектором. После присоединения «Морозовского сада» в 1925—1927 спроектировал и построил основные сооружения новой территории зоопарка — «Турью горку», Обезьянник, «Остров зверей», «Полярный мир». Эти сооружения многократно перестраивались, но общая планировка Гиппиуса сохраняется по сей день. В 1927—1928 спроектировал сохранившийся дачный посёлок «Соломенная сторожка» в нынешнем Тимирязевском районе Москвы. После постройки архитектор переехал в посёлок на постоянное жительство.
Похоронен на Ваганьковском кладбище.

## Проекты и постройки

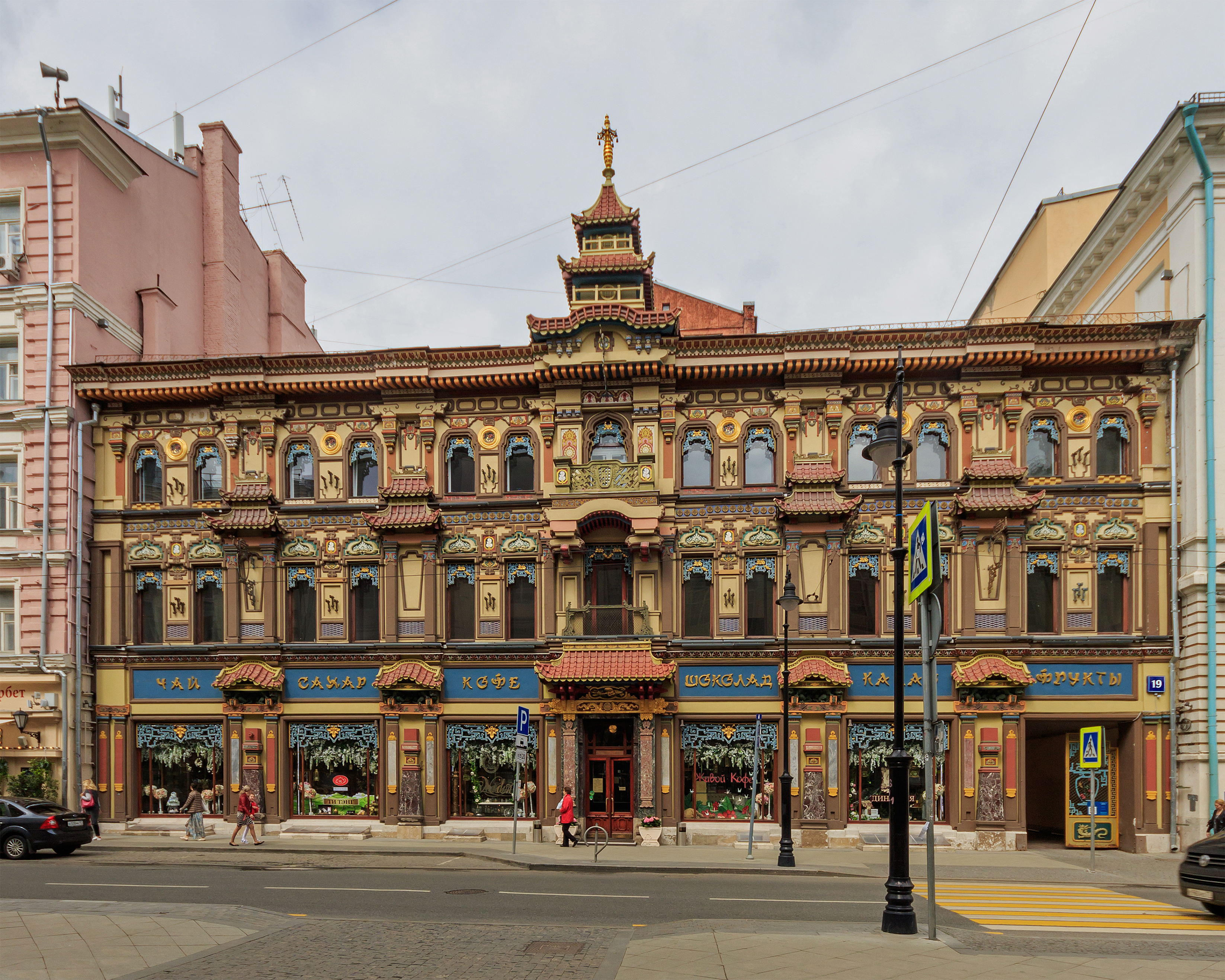
Оформление фасада чайного магазина Перлова

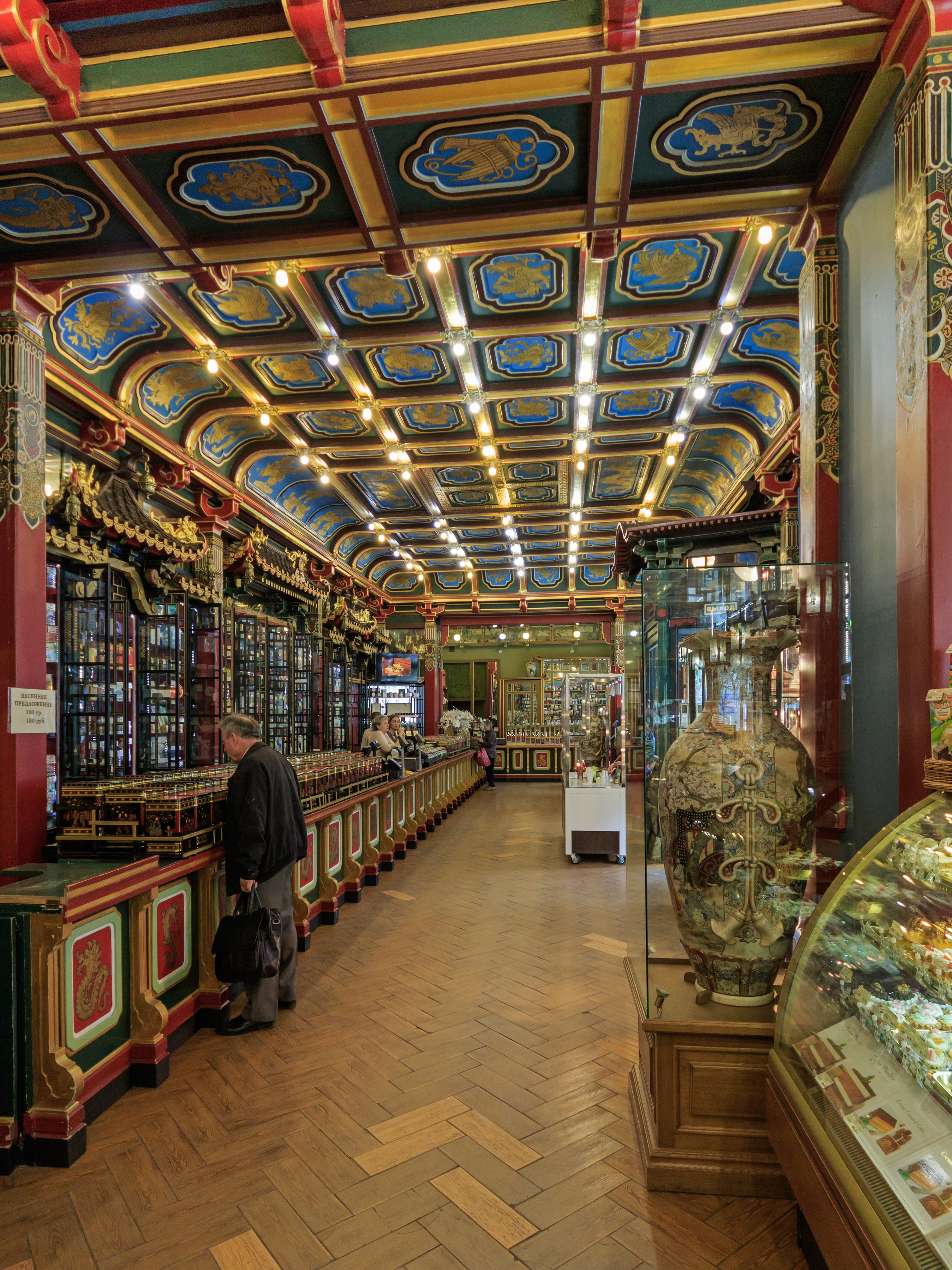
Внутренняя отделка чайного магазина Перлова

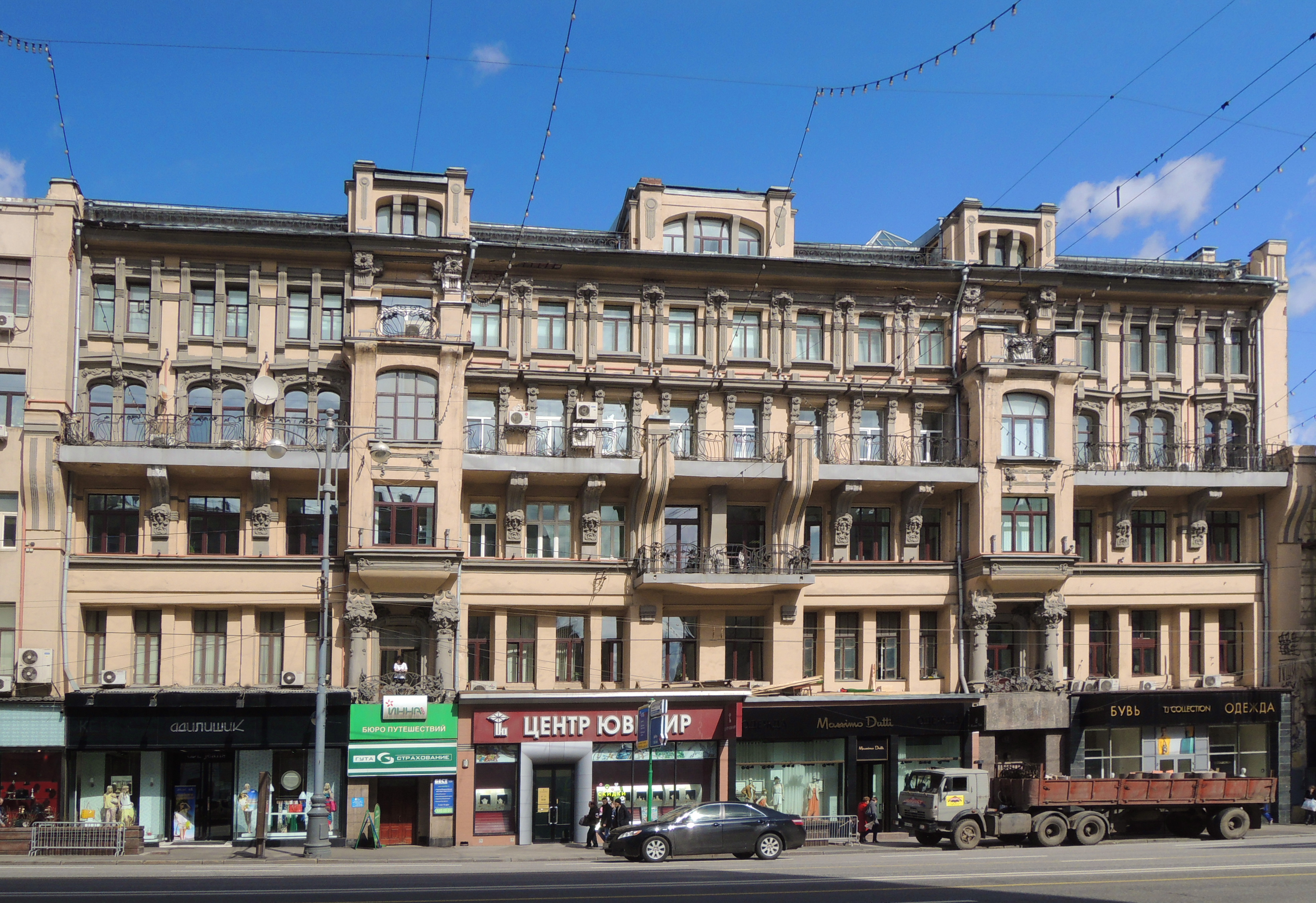
Доходный дом Бахрушиных

- Перестройка фасада и интерьеров чайного магазина В. Н. Перлова, совместно с Р. И. Клейном (1895—1896, Москва, Мясницкая улица, 19)[сн 1];
- Особняк А. А. Бахрушина (1895—1896, Москва, Зацепский Вал, 12);
- Перестройка особняка К. П. Бахрушина (1895—1896, Москва, Новокузнецкая улица, 27);
- Перестройка дома (1897, Москва, Улица Петровка, 18);
- Службы во владении Тальгрена (1897, Москва, Малый Николопесковский переулок, 5);
- Особняк Н. И. Казакова (1898—1901, Москва, Староконюшенный переулок, 23);
- Сиротский приют имени Бахрушиных (1899—1901, Москва, Первый Рижский переулок, 2);
- Первоначальный проект дома бесплатных квартир имени братьев П., А. и В. Бахрушиных, совместно с Ф. О. Дворжецким-Богдановичем (1900, Москва, Софийская набережная, 26), осуществлён по изменённому проекту;
- Особняк Н. В. Бахрушина (1900, Москва, Смоленский бульвар), не осуществлён;
- Доходный дом Товарищества А. Бахрушина (1900—1901, Москва, Тверская улица, 12);
- Доходный дом И. И. Фидлер (1901, Москва, Лобковский переулок)
- Собственный доходный дом (1901, Москва, улица Тимура Фрунзе, 20);
- Пристройка к училищу И. И. Фидлер (1901, Москва, Улица Макаренко, 5/16);
- Комплекс доходных домов Товарищества А. Бахрушина и сыновей (1901—1904, Москва, Козицкий переулок, 2);
- Строительство на средства Бахрушиных Собора Усекновения Главы Иоанна Предтечи по проекту К. М. Быковского (1901—1904, Зарайск, Кремль)[7];
- Доходный дом Манкова (1902, Москва, Гостиный переулок);
- Доходный дом «Общества для пособия нуждающимся студентам Императорского Московского Университета» (1902, 1909—1910, Москва, Малая Бронная улица, 4)
- Доходный дом Е. Н. Свешниковой (1902—1903, Москва, Большой Чудов переулок, 5);
- Дом А. С. Бахрушиной (А. П. Бахрушина) (1903, Москва, Улица Воронцово Поле, 6);
- Проект типографии Кушнерёва и К (1903, Москва, Пименовская улица), не осуществлён;
- Устройство и отделка помещений Учётного банка в здании Старого Гостиного двора (1903, Москва, Хрустальный переулок, 1);
- Проект хозяйственной постройки в собственном владении (1903, Москва, улица Тимура Фрунзе, 20), не осуществлён;
- Перестройка особняка Е. И. Залогиной (1904, Малая Дмитровка, 13/17);
- Проект доходного дома С. В. Перлова (1904, Москва, Каланчёвская улица), не осуществлён;
- Пятницкое попечительство о бедных с церковью Елены Царицы (1904—1907, Москва, Третий Монетчиковский переулок, 4—6)[7];
- Дом И. Д. Ремезова (1905, Москва, улица Коровий Вал), не сохранился;
- Проект фабричного здания во владении С. В. Перлова (1905, Москва), не осуществлён;
- Дом Мещанской полицейской части (1905, Москва, улица Щепкина, 28);
- Службы во владении П. Н. Грибова (1905, Москва, улица Жуковского, 1);
- Одноэтажный жилой дом во владении Торгового дома С. В. Перлова (1905, Москва), не осуществлён;
- Фабрика Электрической развески чаёв Торгового дома «С. В. Перлов и И. И. Кузнецов» (1905—1906, Москва, Каланчёвская улица, 17), надстроено;
- Надстройка и приспособление здания для размещения женской гимназии (1906, Москва, Колпачный переулок, 4);
- Доходный дом во владении сестёр Оконечниковых (1907, Москва, Большая Якиманка, 20);
- Постройка во владении М. Г. Комиссарова (1908, Москва, Тверская улица), не сохранилась;
- Здание «Аквариума» К. К. Гиппиуса (1909, Москва, улица Тимура Фрунзе, 20), не сохранилось;
- Дом В. М. Ускова (1909, Москва, Бобров переулок);
- Конкурсный проект Городского училищного дома (1909—1910), 2-я премия;
- Новые корпуса, перестройка старых на фабрике «Товарищества А. Бахрушина и С-ей» (1900-е, Москва, Кожевническая улица, 9—13);
- Перестройка дома во владении «Товарищества А. Бахрушина и С-ей» под театр (1910, Москва, Малая Дмитровка, 17);
- Проект дачи А. Я. Перловой (1910, Москва, Сокольники), не осуществлён;
- Перестройка Церкви Троицы Живоначальной при 2-м гренадерском Ростовском полку при Спасских казармах (1910, Москва, Садовая-Спасская улица, 1)[7];
- Училищное здание (1911, Москва, Суворовская площадь, 1);
- Деревянная дача А. Я. Перловой (1911, Москва, Четвёртый Лучевой просек, 17);
- Особняк Х. К. Фаврикодорса (1912, Москва, Коровий Вал), не сохранился;
- Проект Дома Совета детских приютов (1912—1913, Москва, Бабушкин переулок, 7), не осуществлён;
- Убежище для женщин медицинского звания (1914, Москва, Федоскинская улица, 16/1), не сохранился;
- Сооружения Московского зоопарка (Турья горка, обезьянник, Остров зверей, Полярный Мир) (1925—1927, Москва, Большая Грузинская улица, 1);
- Комплекс студенческих общежитий Тимирязевской сельскохозяйственной академии (1926—1928, Москва, Тимирязевская улица, 26, 28);
- Дачный посёлок «Соломенная сторожка» (1927—1928, Москва, Тимирязевская улица, 33, стр. 6-16, 16а, 18, 19)[5].

### Сноски
1. ↑  Здесь и далее проекты и постройки даны в хронологическом порядке по М. В. Нащокиной, с необходимыми дополнениями и уточнениями.